# Mohammed Benslimane el Fassi
Mohammed Benslimane el Fassi (en arabe : محمد بن سليمان الفاسي, muḥemmed ben slimān al-fāsī) est un poète marocain de melhoun, né en 1795 à Fès et mort prématurément (assassinat) à l’âge de 33 ans en 1828,,,. Son œuvre est passée à la postérité et ses qasida, au nombre près de 90, sont encore chantés de nos jours.

## Biographie
Il fait ses premiers pas dans le Melhoun en tant qu'élève du poète Driss Benali avec qui il finira par se brouiller, ce qui donnera lieu à un échange vif de qasida. Il passera ensuite sous la protection du poète Mohammed Nejjar. 
Sa capacité à manier le verbe était telle qu'on disait de lui : "Un verre de venin plutôt que Benslimane" (Kass chlimane ouala Benslimane). 

## Poèmes
- Zine el fassi (Beauté fassie)
- Erraâd (Le tonnerre)
- Saki Baki
- Mersoul Fatma
- Ya taleb
- Warda (La fleur).
- goumryat lbroudj
- tbib araf daya